# Centre commercial Es-Senia
Le Centre commercial Es-Senia est un centre commercial situé à Es-Senia, dans la wilaya d'Oran en Algérie. Inauguré en 2019, le 
centre commercial est d'une surface de 34 000 m2.

## Historique
Le centre commercial Es-Senia a été conçu par le cabinet d'architecture algérien ATD pour le compte de la société SCCA.  Le centre commercial est inauguré le 5 juillet 2019.
Le 9 mars 2021, un hypermarché Uno d'une superficie de 5 700 m2, est inauguré par Omar Rebrab, vice-président de Cevital.

## Caractéristiques
Le centre commercial Es-Senia s'étend sur 100 000 m2 dont 34 000 m2 utiles, l'espace commercial abrite 120 enseignes ainsi que 3 salles de cinéma de 350 places chacune, un bowling, un parc pour enfants, une librairie et un hypermarché, une aire de restauration de 23 restaurants. 
Le parc de stationnement est situé sur un bâtiment indépendant d'une capacité globale de 2000 véhicules, relié aux deux niveaux commerciaux par des escalateurs et des tapis roulants.